# Передньоязикові приголосні
Передньоязико́вий при́голосний — приголосний звук, при вимові якого передня спинка разом з кінчиком язика впирається в передні зуби та початок альвеол, а нижня частина язика притискується до нижніх зубів.

## Передньоязикові зімкнені приголосні
Зімкнення, що утворюється між передньою частиною язика і верхніми зубами (з нижнім краєм альвеол), раптово розривається сильним повітряним струменем, завдяки чому виникає характерний шум. Цей шум зовсім не супроводжується голосом і утворює глухий [т]. Той самий шум, тільки дещо послаблений внаслідок меншої напруженості мовних органів, утворює дзвінкий приголосний [д].

### Палаталізовані передньоязикові зімкнені приголосні
Палаталізовані (пом'якшені) зімкнені глухий [т ́] і дзвінкий [д ́] — основні алофони відповідних фонем. На відміну від твердих [т], [д], артикуляція палаталізованих [т ́], [д ́] ускладнюється додатковою і-подібною артикуляцією.
В українській мові досить поширені палаталізовані приголосні [т́ :], [д́ :], що є реалізацією двох звичайних палаталізованих фонем /т ́/ і /д ́/ в таких словах наприклад, як життя, майбуття, знаряддя міддю, сіттю. Порівняно з нормальними короткими [т ́] і [д ́] вони відзначаються більшою тривалістю.

## Передньоязикові щілинні приголосні
До них належать такі звуки [с], [з], [с ́], [з ́], [с ́:], [з ́:]. Передньоязикові щілинні приголосні [с], [з] — основні алофони відповідних фонем. При їх вимові передня частина спинки язика зближується з передніми зубами та альвеолами, при цьому по середині яззика утворюється вузька щілина схожа на жолобок. Краї язика притискуються до бокових зубів і до частини твердого піднебіння. А широкий кінчик язика впирається в основу нижніх зубів. Повітряний струмінь протискується крізь щілину, вдаряється об верхні різці, і внаслідок цього виходить різкий шум, що нагадує свист, тому ці приголосні звуться свистячими. Без участі голосу твориться глухий [с], а з участю голосу — дзвінкий [з].

### Палаталізовані передньоязикові щілинні звуки
Палаталізовані щілинні [с], [з] — основні алофони відповідних фонем. При їх вимові артикуляція ускладнюється додатковим підняттям передньої частини язика до твердого піднебіння, таким чино набуваючи і-подібного відтінку.
Існують також подовжені палаталізовані щілинні [с́:] і [з́:], що є реалізацією двох звичайних відповідних фонем, в таких словах, як волосся, колосся, галуззя.

## Шумні передньоязикові щілинні
Це такі звуки, як [ш], [ж], [ш ́], [ж ́], [ш́:], [ж́:]. [Ш] і [ж] — основні алофони відповідних фонем. При їх вимові утворюються посередині язика одночасно дві щілини: перша — між широким кінчиком язика й переднім краєм твердого піднебіння навпроти альвеол, друга між задньою частиною спинки й переднім краєм м'якого піднебіння. Проходячи крізь дві щілини, струмінь повітря утворює характерний шум, що нагадує шипіння. За цією акустичною ознакою ці приголосні називаються шиплячими. Глухий [ш] утворюється без допомоги голосу, а дзвінкий [ж] з допомогою голосу. Напівпом'якшені алофони [ш ́] і [ж ́] в питомо українських словах з'являються перед [і], наприклад: [наш ́ і] наші, [вуж ́ і] вужі, [ш ́ ість] шість, [ж ́ інка] жінка.
Як напівпалаталізовані в українській мові виступають також подовжені приголосні [ш́ :] і [ж́ :], в яких реалізуються дві відповідні фонеми: [затиш ́ :а] затишшя, [пі ́ дл: аш ́ :а] Підляшшя, [запор ́ іж ́ :а] Запоріжжя, [зб ́ іж: а] збіжжя тощо.

## Африкати
До свистячих африкатів належать [ц], [дз], [ц ́], [дз ́]. Передньоязикові африкати [ц] і [дз] — основні алофони відповідних фонем. При їх вимові кінчик язика спочатку утворює зімкнення з ділянкою біля різців і альвеол, а потім це зімкнення поступово переходить у коротку щілину. Артикуляція [ц] і [дз] відбувається на місці утворення [с]. При цьому, як і при [с] та [з], з'являється характений свист, за яким ці приголосні мають назву свистячі. [Ц] — глухий, [дз] — дзвінкий.
Палаталізовані африкати [ц ́], [дз ́] відрізняються підняттям середньої спинки язика до твердого піднебіння. Зустрічаються в словах: хлопець, ґедзь. Довгі пом'якшені приголосні [ц́ :], [дз́ :] зустрічаються в таких словах як, наприклад: міццю, під дзьобом.
Шиплячі африкати — [ч], [дж], [ч ́], [дж ́], [ч́ :]. Африкати [ч] і [дж] — основні алофони відповідних фонем. При їх вимові широкий кінчик язика спочатку змикається з переднім краєм твердого піднебіння, а потім це зімкнення поступово перехочасно до переднього краю м'якого піднебіння наближається задня частина спинки язика.
Повітряний струмінь, що проходить через щілини створює характерний шум, подібний до шипіння через, що ці приголосні і мають назву шиплячі. [Ч] і [дж] належать до твердих приголосних, [ч] — глухий, [дж] — дзвінкий.
У позиції перед [і] ці фонеми виступають у своїх пом'якшених алофонах [ч ́], [дж ́], наприклад в слові копачі, ключі, орачі, плечі, бджілка, дріжджі.
Українській мові властивий також подовжений напівпом'якшений приголосний [ч́ :], наприклад: обличчя, ніччю, піччю, річчю.

## Передньоязикові сонорні приголосні

### Зімкнені носові [н], [н ́], [н́:]
Твердий зімкнений носовий [н] — основний алофон фонеми /н/. Він артиклулюється тим самим мовним органом, що і дзвінкий приголосний [д]. Відмінним є те, що при вимові [н] м'яке піднебіння опускається й відкриває прохід у носову попрожнину, завдяки чому повітряний струмінь частково виходить крізь носову порожнину.
Палаталізований [н ́] — основний алофон відповідної фонеми. Від твердого алофону відрізняється за акустичним враженням, так і за додтковою і-подібною артикуляцією, що утворюється внаслідок наближення середньої частини язика до твердого піднебіння. Виступає в словах пень, день.
Подовжений пом'якшений [н́ :] є реалізацією двох пом'якшених фонем [н ́]. Характеризується більшою тирвалістю. Зустрічається в словах: насіння, завдання, кохання.

### Щілинні бокові [л], [л ́], [л́:]
Щілинні передньоязикові сонорні [л], [л ́], як основні алофони відповідних фонем, належать до групи так званих бокових, тому, що при їх вимові повітряний струмінь, який створює дуже незначне тертя, проходить по боках язика. При вимові кінчик язика впирається в передні зуби й ділянку піднебіння над ними.
Боковий пом'якшений [л ́], ускладнюється додатковою і-подібною артикуляцією. Зімкнення із зубів переміщується на альвеоли. Зустрічається в словах: біль, міль, кільце.
Існує в українській мові також подовжений пом'якшений [л́ :]: весілля, новосілля, безділля, гілля.

### Дрижачі [р], [р ́]
Дрижачий передньоязиковий [р] — основний алофон відповідної фонеми. При його вимові кінчик язика, напружний і загнутий до альвеол, під тиском повітряного струменя вібрує до альвеол, при цьому з'являється характерний шум.
Пом'якшений [р ́] — основний алофон фонеми /р/. При його вимові змикається з ділянкою твердого піднебіння не тільки верхня поверхня кінчика язика, а й передня ділянка спинки, що й надає йому м'якості. Артикуляційний фокус пом'якшеного [р ́] порівняно з непом'якшеним просунений уперед.